# Zenon Mariak
Zenon Dionizy Mariak (ur. 9 lipca 1952 w Węgorzewie) – polski lekarz, specjalista w zakresie neurochirurgii, profesor nauk medycznych.

## Droga zawodowa i naukowa
Ukończył Liceum Ogólnokształcące w Węgorzewie w 1969. W latach 1969–1975 studiował na Wydziale Lekarskim Akademii Medycznej – AMB (obecnie Uniwersytet Medyczny – UMB) w Białymstoku. W czasie studiów działał w Studenckim Centrum Radiowym „Radiosupeł” AMB. Odbył studenckie praktyki zagraniczne w szpitalach klinicznych w Hiszpanii, Grecji i RFN.
W 1982 uzyskał specjalizację drugiego stopnia z neurochirurgii. W tym samym roku obronił doktorat pod tytułem Badania reoencefalograficzne chorych z nadnamiotowymi guzami nowotworowymi mózgu.
Stopień naukowy doktora habilitowanego nauk medycznych w zakresie medycyny – neurochirurgii uzyskał w 1995. Tytuł dysertacji:  Neurofizjologiczne i kliniczne aspekty regulacji temperatury mózgu.
Zaliczył kursy, szkolenia i stypendia naukowe w klinikach neurochirurgii i instytucjach naukowych, m.in. w Dreźnie (1982), Moskwie (1985), Budapeszcie (1986), Cambridge (1993), Oxford (1994), Toronto (1996), Aarhus (1997), Erlangen (1998), Groningen (1999), Filadelfii (2003).
W 2000 otrzymał tytuł naukowy profesora nauk medycznych.

## Praca
Po uzyskaniu dyplomu lekarza, w 1975 został zatrudniony w Klinice Neurochirurgii AMB w Państwowym Szpitalu Klinicznym – PSK (obecnie: Uniwersytecki Szpital Kliniczny – USK) w Białymstoku, gdzie pracuje nadal.      
W latach 1986–1990 praktykował jako neurochirurg w Polskim Zespole Medycznym w Zliten, Libia.                        
Od 2008 do 2022 kierował Kliniką Neurochirurgii UMB w USK w Białymstoku. W klinice tej, jako pierwszej w Polsce, za jego kadencji, wprowadzono do rutynowej praktyki klinicznej małoinwazyjne, endoskopowe metody chirurgii podstawy czaszki i kręgosłupa.                          
W latach 2008–2016 był prorektorem UMB ds. klinicznych. Jednocześnie pełnił funkcję przewodniczącego Komitetu Sterującego wieloletniej inwestycji pn. Przebudowa i rozbudowa Uniwersyteckiego Szpitala Klinicznego w Białymstoku, finansowanej przez budżet państwa kwotą 509 mln zł.                           

## Działalność zawodowa
Podejmowana przez Mariaka tematyka badawcza obejmowała m.in. termoregulację mózgu w zdrowiu i w chorobach „neurochirurgicznych”,  neurookulistykę, nowoczesne metody neurochirurgii małoinwazyjnej/endoskopowej,  ocenę i diagnozę mózgowego przepływu krwi oraz ciśnienia wewnątrzczaszkowego. W tym zakresie już w 2000 publikował opracowania z zastosowaniem metod sztucznej inteligencji.

## Aktywność naukowa i dydaktyczna
Autor i współautor 180 pełnotekstowych publikacji naukowych, w tym 97 w czasopismach posiadających współczynnik wpływu (łączny IF=245). Publikował m.in. w Journal of Neurosurgery, STROKE, Radiology, Am Journal of Rentgenology, Am J Neuroradiology, Eur J Neurosurgery, Journal of Applied Physiology, Eur J of Physiology, J Thermal Biology i in. Współredaktor pozycji książkowej „Endoskopowa chirurgia podstawy czaszki” (2012). Pisał również artykuły popularnonaukowe oraz publicystyczne.
Promotor 7 doktoratów, opiekun naukowy 4 habilitacji. Recenzent w 12 postępowaniach o nadanie stopnia doktora habilitowanego oraz w 11 postępowaniach o nadanie tytułu naukowego profesora.

## Członkostwo w towarzystwach naukowych, najważniejsze funkcje
- Polskie Towarzystwo Neurochirurgów – członek Zarządu Głównego (2013-2021), przewodniczący Komisji Rewizyjnej PTNch (od 2021), członek honorowy PTNch (od 2023)[10];
- Komitet Nauk Neurologicznych V Wydziału Nauk Medycznych Polskiej Akademii Nauk – członek (2015-2023 – dwie kadencje);
- Polskie Towarzystwo Techniki Sensorowej – członek Zarządu Głównego PTTS (1994-1998).

## Działalność społeczna
- Członek Uczelnianej Komisji Zakładowej AMB NSZZ „Solidarność” (1980-1981), publikował w uczelnianym biuletynie „S”. W stanie wojennym poddany „weryfikacji” i warunkowemu przedłużeniu zatrudnienia w uczelni, za co w 1990 otrzymał pisemne przeprosiny rektora uczelni;
- Rzecznik praw lekarza Okręgowej Izby Lekarskiej w Białymstoku (2001-2004);
- Pełnomocnik wojewody podlaskiego ds. ochrony zdrowia  (od 2008)[11];
- Konsultant wojewódzki w dziedzinie neurochirurgii (od 2009)[4];
- Członek Państwowej Komisji Egzaminacyjnej dla specjalności neurochirurgia (od 2008);
- Zastępca prezesa fundacji „Bella Voce”, powołanej w celu promocji muzyki operowej (od 2020)[12];
- Członek Podlaskiej Wojewódzkiej Rady do spraw Potrzeb Zdrowotnych (2021)[13].

## Odznaczenia i nagrody
- Złoty Krzyż Zasługi (2000)[14]
- Zespołowa Nagroda Naukowa Ministra Zdrowia i Opieki Społecznej (2000, 2006);
- Krzyż Kawalerski Orderu Odrodzenia Polski (2012)[15];
- Odznaka Ministra Zdrowia „Zasłużony dla Służby Zdrowia” (2012);
- Nagroda Prezydenta Miasta Białegostoku „Nauczyciel Mądry Sercem” (2013);
- Nagroda naukowa Rektora UMB (2013)[16];
- Order Św. Marii Magdaleny Równej Apostołom – odznaczenie Autokefalicznej Cerkwi Polskiej (2015);
- Indywidualna Nagroda Ministra Zdrowia Za Osiągnięcia Organizacyjne (2016);
- Medal „Za zasługi dla Uniwersytetu Medycznego w Białymstoku” (2016).

## Życie prywatne
Żona Zofia – lekarz, specjalistka w zakresie okulistyki, profesor nauk medycznych. Hobby: neurokognitywistyka, opera.